# Isla Del Carmen
Isla Del Carmen är en ö i Mexiko. Staden och den populära semesterorten Ciudad del Carmen ligger på den sydvästra delen av ön, precis som Ciudad del Carmens internationella flygplats. Ön tillhör kommunen Carmen i delstaten Campeche, i den sydöstra delen av landet. Arean är 103,7 kvadratkilometer och innanför ön finns lagunen Laguna de Términos med de mindre öarna Isla Aguada, Isla Cañon, Isla Chiquimichoc och Isla La Arena.